# Schneider (Optikmaschinen)
Die Schneider GmbH & Co. KG (Eigenschreibweise SCHNEIDER; international auch Schneider Optical Machines oder Schneider OM genannt) ist ein deutscher Optikmaschinen-Hersteller mit mehreren internationalen Niederlassungen.
Der Hauptsitz befindet sich seit 2010 im mittelhessischen Fronhausen. Des Weiteren wird ein größerer Produktionsstandort im ehemaligen Firmensitz in Steffenberg betrieben. Schwerpunkt ist die Herstellung von Maschinen im Bereich der Präzisions- und Ultrapräzisionsoptik.

## Geschichte
Das 1986 von Gunter Schneider gegründete familiengeführte Unternehmen stellt technologische Produkte im Bereich der Augenoptik, Präzisionsoptik und Ultrapräzisionsoptik her. Das Unternehmen beschäftigt mehr als 480 Mitarbeiter. Nach eigenen Angaben werden im Jahr mehr als 500 Maschinen in vier verschiedenen deutschen Produktionsstätten hergestellt. 95 % davon werden exportiert.
In den Gründungsjahren trieb Schneider die Einführung der CNC-Technologie in der feinoptischen Industrie voran, die bei der Herstellung sphärischer und asphärischer Linsen gebräuchlich geworden ist. 1993 begann Schneider, individuelle Brillengläser auf der Basis frei definierbarer, mathematischer Beschreibungen zu fertigen und brachte 1998 die erste Hochgeschwindigkeits-Freiformmaschine zum Auftragen von 3D-Gleitsichtgläsern auf den Markt.
Im Jahr 2012 integrierte das Unternehmen die Modulo Line, einer Systemlösung zur automatisierten Linsenproduktion. Im Jahr 2013 erwarb Schneider den Hersteller optischer Geräte Team Henrich & Krall, der sich mit Reinigungslösungen beschäftigt. Im selben Jahr gründete Schneider eine eigene Coating-Abteilung. Heute ist Schneider ein Komplettanbieter für die Augenheilkundeindustrie und bietet Einzelmaschinen und eine umfassende vollautomatische Maschine an.

## Struktur
Das Unternehmen beschäftigt weltweit rund 500 Mitarbeiter. Neben der Fertigung der Maschinen konzentriert sich Schneider auch auf die Entwicklung der hauseigenen Software sowie das Beschichten.
Neben dem Hauptsitz in Fronhausen besitzt das Unternehmen internationale Niederlassungen:
- Schneider Optical Machines Inc.
- Schneider Optical Machines (Shanghai) Co., Ltd.
- Schneider Optical Machines Asia-Pacific Co., Ltd.
- Schneider Optical Machines do Brasil Ltda.
- W&L COATING SYSTEMS GMBH[4]